# Giacomo Vrioni
Giacomo Vrioni (San Severino Marche, 1998. október 15. –) olasz születésű albán válogatott labdarúgó, a kanadai Montréal csatára.

## Pályafutása

### Klubcsapatokban
Vrioni az olaszországi San Severino Marche városában született. Az ifjúsági pályafutását a Matelica csapatában kezdte, majd a Sampdoria akadémiájánál folytatta.
2017-ben mutatkozott be a Sampdoria első osztályban szereplő felnőtt keretében. 2017 és 2020 között a Pistoiese, a Venezia és a Cittadella csapatát erősítette kölcsönben. 2020-ban a Juventushoz igazolt. A 2021–22-es szezonban az osztrák WSG Tirolnál szerepelt kölcsönben. 2022. július 7-én 3½ éves szerződést kötött az észak-amerikai első osztályban érdekelt New England Revolution együttesével. Először a 2022. július 24-ei, Columbus Crew ellen 0–0-ás döntetlennel zárult mérkőzés 67. percében, Arnór Ingvi Traustason cseréjeként lépett pályára. Első gólját 2022. október 1-jén, az Atlanta United ellen hazai pályán 2–1-re megnyert találkozón szerezte meg. 2025 telén a kanadai Montréal szerződtette.

### A válogatottban
Vrioni az U18-as és az U19-esben Olaszországot, míg az U21-es korosztályú válogatottban Albániát képviselte.
2018-ban mutatkozott be az albán válogatottban. Először a 2018. október 14-ei, Izrael ellen 2–0-ra elvesztett mérkőzés 73. percében, Bekim Balajt váltva lépett pályára.

## Statisztikák
2023. június 25. szerint
| Klub                   | Szezon   | Osztály            | Bajnokság | Bajnokság | Kupa és Ligakupa | Kupa és Ligakupa | Nemzetközi | Nemzetközi | Összesen | Összesen |
| Klub                   | Szezon   | Osztály            | Meccs     | Gól       | Meccs            | Gól              | Meccs      | Gól        | Meccs    | Gól      |
| ---------------------- | -------- | ------------------ | --------- | --------- | ---------------- | ---------------- | ---------- | ---------- | -------- | -------- |
| Juventus               | 2019–20  | Serie A            | 1         | 0         | 0                | 0                | —          | —          | 1        | 0        |
| Juventus               | 2020–21  | Serie A            | 1         | 0         | 0                | 0                | —          | —          | 1        | 0        |
| Juventus               | Összesen | Összesen           | 2         | 0         | 0                | 0                | 0          | 0          | 2        | 0        |
| WSG Tirol (kölcsönben) | 2021–22  | Osztrák Bundesliga | 28        | 19        | 2                | 2                | —          | —          | 30       | 21       |
| New England Revolution | 2022     | MLS                | 7         | 1         | 0                | 0                | —          | —          | 7        | 1        |
| New England Revolution | 2023     | MLS                | 16        | 4         | 1                | 0                | —          | —          | 17       | 4        |
| New England Revolution | Összesen | Összesen           | 23        | 5         | 1                | 0                | 0          | 0          | 24       | 5        |
| Összesen               | Összesen | Összesen           | 53        | 24        | 3                | 2                | 0          | 0          | 56       | 26       |

### A válogatottban
| Válogatott | Év       | Pályára lépés | Gól |
| ---------- | -------- | ------------- | --- |
| Albánia    | 2018     | 1             | 0   |
| Albánia    | 2020     | 1             | 0   |
| Albánia    | 2022     | 4             | 0   |
| Összesen   | Összesen | 6             | 0   |

## Sikerei, díjai
Juventus
- Serie A
  - Bajnok (1): 2019–20